# Амакуса (архіпелаг)
Амакуса (яп. 天草諸島, Amakusa-shotō, дослівно — «острови небесних трав») — архіпелаг невеликих островів біля західного узбережжя Кюсю, найпівденнішого з чотирьох найбільших островів Японії.

## Географія

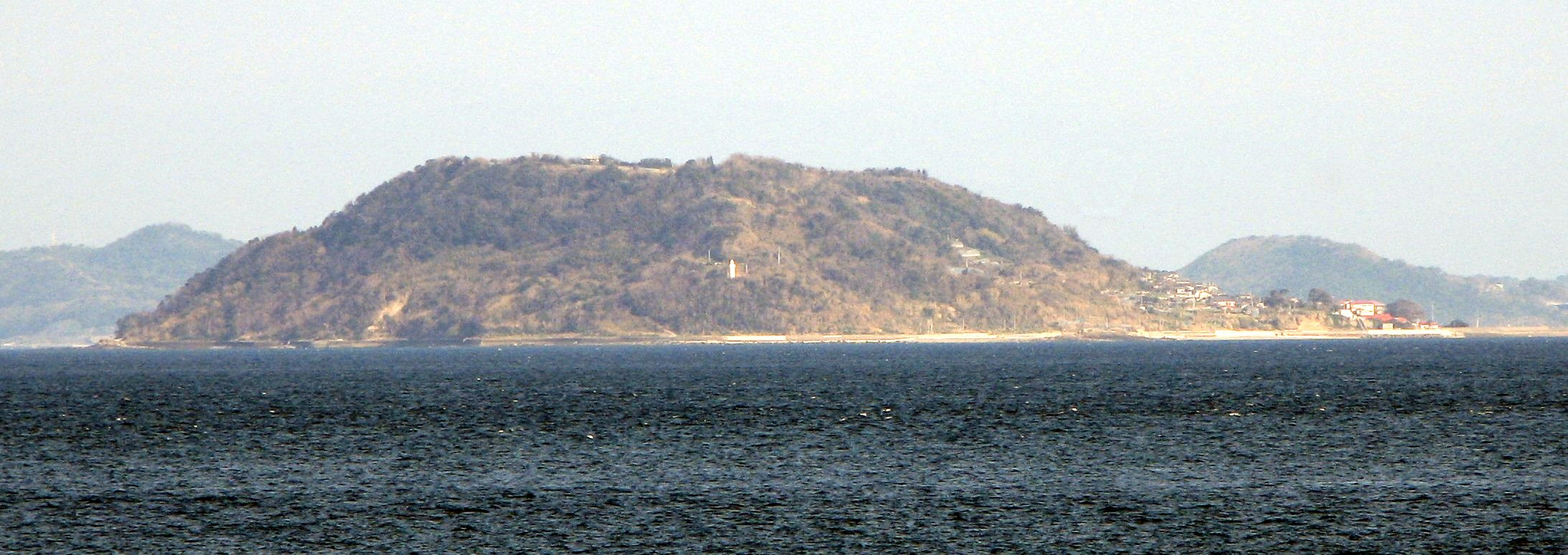
Вид на острови Амакуса (з Юсіма, Камі-Амакуса на передньому плані).

Найбільшим островом архіпелагу Амакуса є острів Шімошіма, завдовжки 42,6 км. і завширшки 21,7 км. Острів розташований на 32°20'N, 130°E і відділений від решти префектури Кумамото морем Яцусіро.
Рельєф острова пересічено-горбистий, хоча високі гори відсутні і лише чотири вершини перевищують висоту в 500 метрів. Через нестачу рівнинних орних земель, землеробство ведеться за терасовою системою.

## Історія

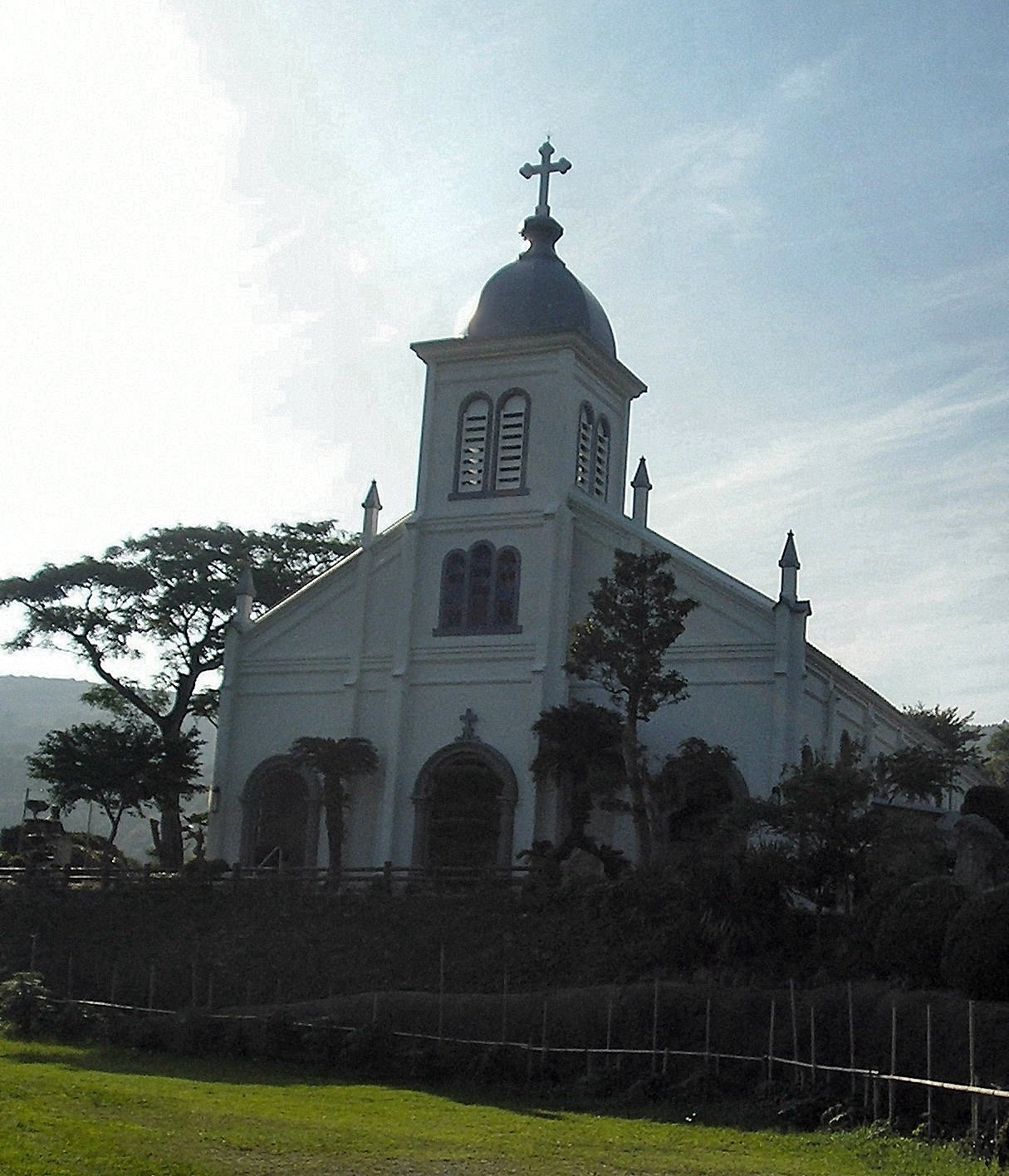
Католицька церква

В XVII столітті острови Амакуса разом із сусіднім півостровом Сімабара стали місцем Сімабарського повстання підпільних християн. Після придушення повстання, християни, які вижили, продовжували таємно сповідувати свою віру, незважаючи на жорстокі переслідування.

## Економіка
Амакуса виробляє невелику кількість вугілля та гончарного каменю, які використовуються гончарами для виготовлення посуду Хірадо та Сацума. Сьогодні на островах залишилося багато печей, а кераміка та гончарний камінь все ще експортуються.
Кераміка Амакуса була визнана японським урядом. Роздрібна компанія Muji випустила власну лінійку домашнього посуду Hakuji, який виготовляється з мелених напівпрозорих каменів Амакуса, що замішуються у гончарну глину за допомогою традиційних технологій.

## Відомі мешканці

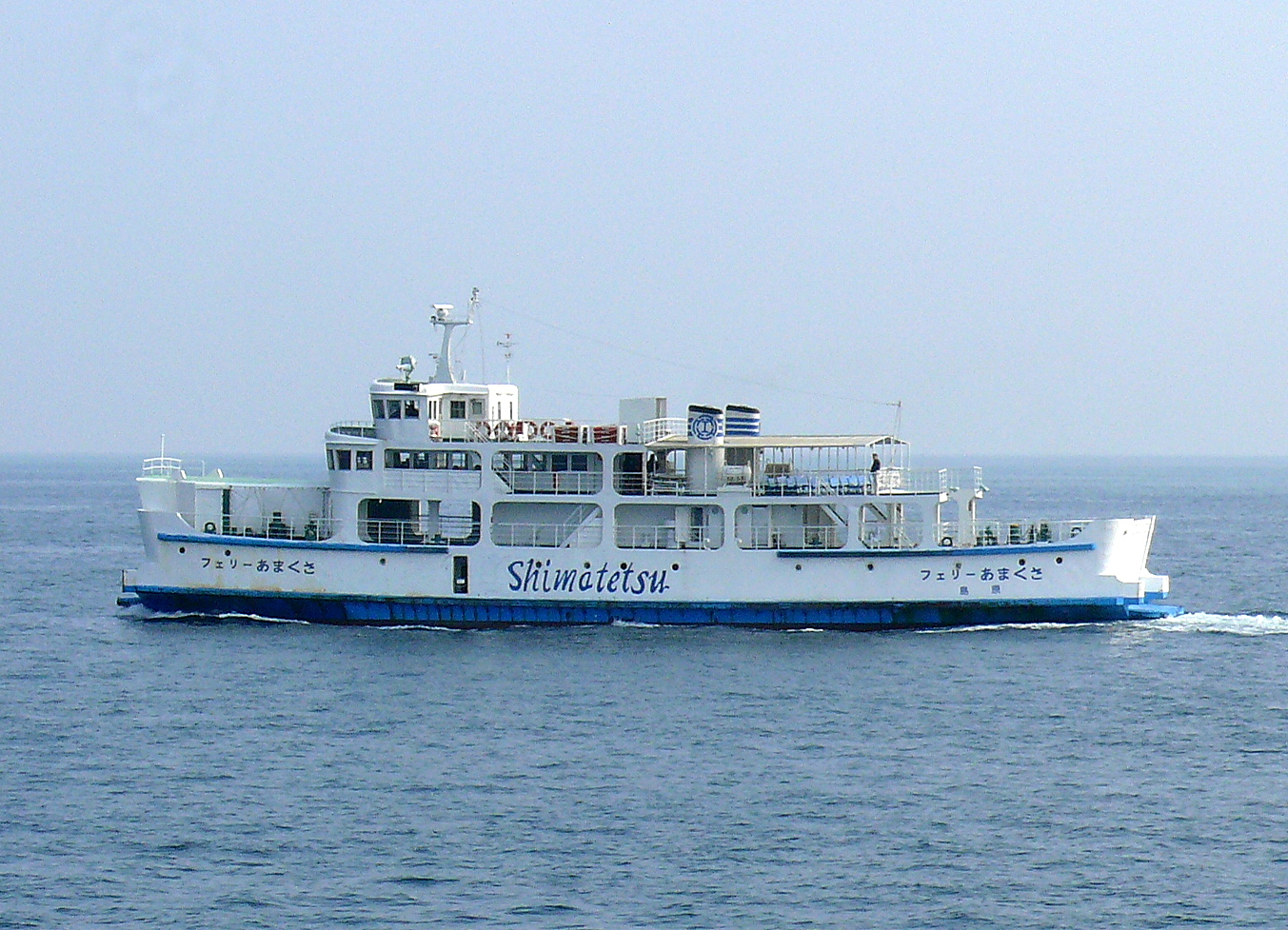
Пором Shimatetsu, що перевозить пасажирів між островами.

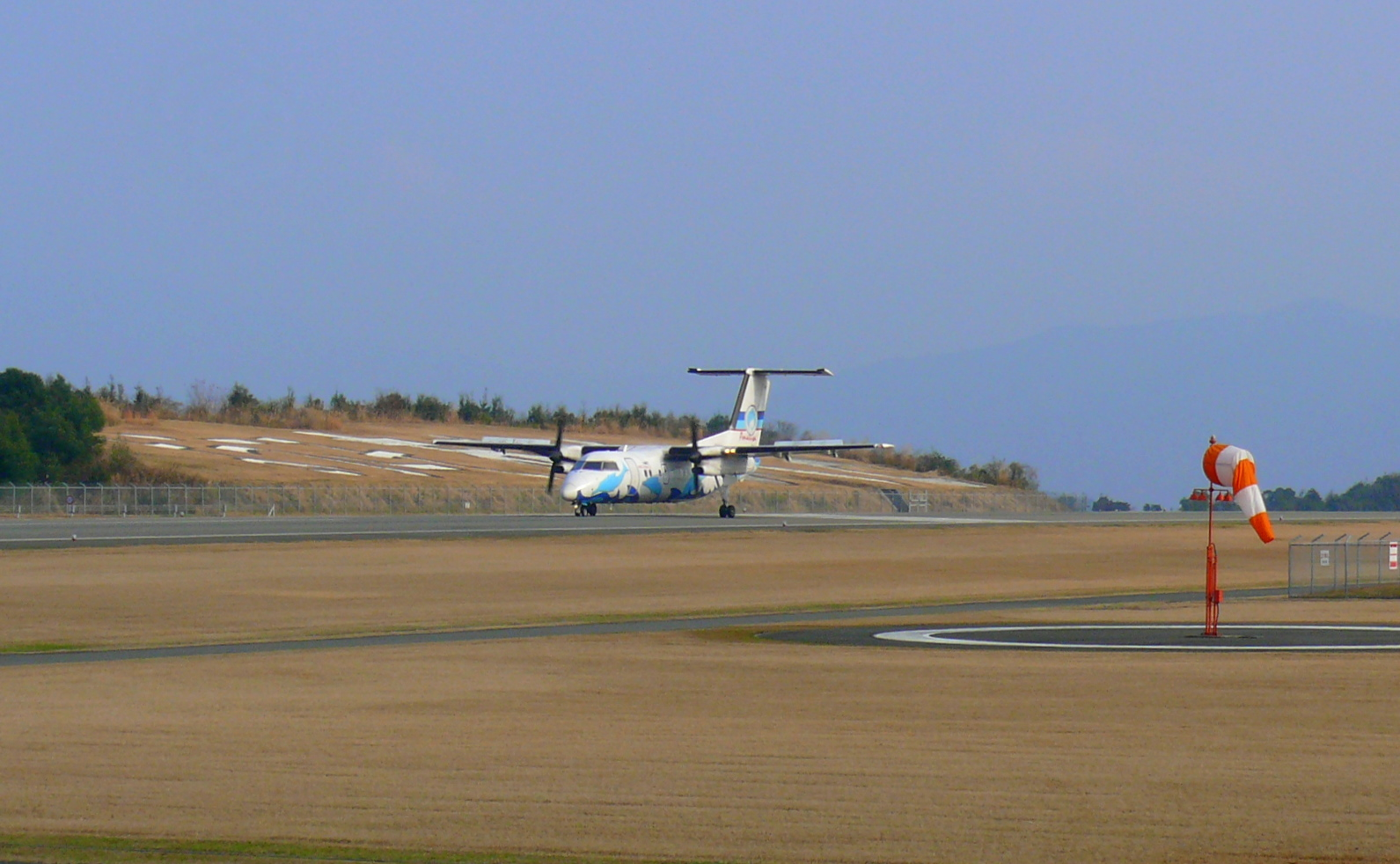
Аеродром Амакуса, з літаком DHC-8 на злітно-посадковій смузі.

Хіденошин Кояма, який побудував будинок Томаса Блейка Гловера в Саду Гловера, народився на Амакусі. З острова Амакуса також походять Кента і Ко-шин, двоє з трьох членів японської панк-рок-гркпи Wanima.

## Уряд
В даний час острови організовані як район Амакуса, місто Амакуса (Кумамото) і місто Камі-Амакуса, всі вони підпорядковані префектурі Кумамото.

## Транспорт
Острови обслуговує аеродром Амакуса, розташований на північній частині Сімосіми. Острови з'єднані з материком п'ятьма мостами Амакуса і поромом з Хондо і Мацусіма.
Існує також поромне сполучення між островами та сусідніми префектурами Кагосіма та Нагасакі. Пором із Онііке на півночі Сімосіми до Кучіноцу, що на південному краю півострова Сімабара, управляється залізницею Сімабара та працює щогодини щодня. Пором із порту Томіока в Рейхоку, який пливе на північ до Могі в префектурі Нагасакі, управляється Yasuda Sangyo Kisen Co. Ltd. Два пороми з Шінви та Ушібуки, що на півдні Сімосіми, сполучають Амакусу з Нагасімою в префектурі Кагосіма.